# Uridintriphosphat
Uridintriphosphat (UTP) ist ein Nukleosidtriphosphat mit der Base Uracil. Es ist ein RNA-Baustein, der unter Abspaltung zweier Phosphatgruppen (Pyrophosphat) in die RNA eingebaut wird, und der als Koenzym zur Aktivierung von Zuckern dient, die in Polysaccharide eingebaut werden sollen. Hierfür bindet es Hexosen in Form eines Esters, so dass eine UDP-Hexose entsteht.
Die Umesterung von UTP und Glucose-1-phosphat zu UDP-Glucose und Pyrophosphat aktiviert die D-Glucose für den Einbau in Glykogenpolymere (überzähliger Zucker wird in Tieren als Glycogen gespeichert). Dieser Prozess wird durch das Enzym Glucose-1-phosphat-UTP-Transferase katalysiert.
Bei der Isomerisierung von D-Galactose in Glucose wird zunächst UDP-Galactose gebildet, welche dann in UDP-Glucose umgewandelt wird. Diese gibt ihr UDP an die nächste Galactose weiter.